# عید امسال
عید امسال نام یک مجموعه تلویزیونی محصول ۱۳۸۷ به کارگردانی سعید آقاخانی است که در نوروز سال ۱۳۸۸ از شبکه تهران پخش شد.

## خلاصه داستان
داستان این مجموعه تلویزیونی در مورد ماجراهای گوناگون خانواده عباس آقا (محسن قاضی‌مرادی) حول و حوش عید نوروز است.

## بازیگران
| بازیگر          | نقش                        |
| --------------- | -------------------------- |
| محسن قاضی‌مرادی  | عباس                       |
| فاطمه شکری      | منظر، همسر عباس            |
| مجید صالحی      | منصور، پسر عباس            |
| مهران غفوریان   | نادر، قصاب محل             |
| علی صادقی       | جواد، شوهرخواهر عباس       |
| بهنوش بختیاری   | مهتاب، دختر عباس           |
| بیتا سحرخیز     | مينا                       |
| امیر غفارمنش    | حسام                       |
| گیتی معینی      | سیمین، مادر نادر و الهام   |
| شایسته ایرانی   | رباب، زن جواد و خواهر عباس |
| سهند جاهدی      | رضا، پسر عباس              |
| کریم قربانی     | شاکی جواد                  |
| علی صالحی       | داوود                      |
| فرزاد حاتمیان   | منوچهر                     |
| عباس جمشیدی‌فر   | سامان، دوست منصور          |
| شهرام قائدی     | بهروز، دوست منصور          |
| نادر سلیمانی    | آقای محرابی، مشتری         |
| حلیمه سعیدی     | عطیه خانم، همسایه عباس     |
| محمود بهرامی    | امیر                       |
| ساعد هدایتی     | آقای رضایی، رئیس بانک      |
| بهشاد شریفیان   | مسئول نیروی انتظامی        |
| محمود بنفشه‌خواه |                            |
| پروین میکده     |                            |
| مختار سائقی     | آقای همسایه                |
| اصغر نیکورز     | مشتری شکسته‌بندی عباس       |